# دهستان میمند
دهستان میمند نام دهستانی در بخش مرکزی شهرستان شهربابک، استان کرمان در ایران است. براساس سرشماری مرکز آمار ایران در سال ۱۳۸۵، جمعیت آن ۲۱۷۵ نفر (۵۳۶ خانوار) بوده‌است.